# شهرستان کاجیادو
شهرستان کاجیادو (به لاتین: Kajiado County) یک منطقهٔ مسکونی در کنیا است که در کنیا واقع شده‌است. شهرستان کاجیادو ۲۱٬۲۹۲٫۷ کیلومترمربع مساحت و ۶۸۷٬۳۱۲ نفر جمعیت دارد.